# Burg Frauenberg (Feuerbach)
Die Burg Frauenberg ist eine Ruine im Stadtbezirk Feuerbach in Stuttgart. Die Höhenburg wurde im frühen 13. Jahrhundert erbaut. Der zentrale Turm war etwa 20 m hoch. Der kleine – heute noch sichtbare – Innenraum diente um 1390 als Gefängnis. Die Mauern maßen zwischen 3 und 3,8 m Dicke. Ab Ende des 14. Jahrhunderts wurden sieben Familien Mitinhaber. Bereits zu Beginn des 16. Jahrhunderts wurde die Burg allerdings abgetragen und erst im Jahr 1971 stieß man auf Mauerreste, die 1973 gesichert und mit einer Anlage umgeben wurden.

## Lage
Die Burg lag auf einer Anhöhe über dem Dorf Fürbach (Feuerbach) im gleichnamigen Tal und kontrollierte damit den durch das Feuerbacher Tal verlaufenden und vielbefahrenen Handelsweg zwischen Hohenneuffen und Asperg.

## Geschichte

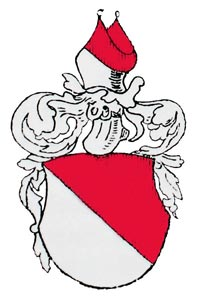
Wappen der Herren von Frauenberg

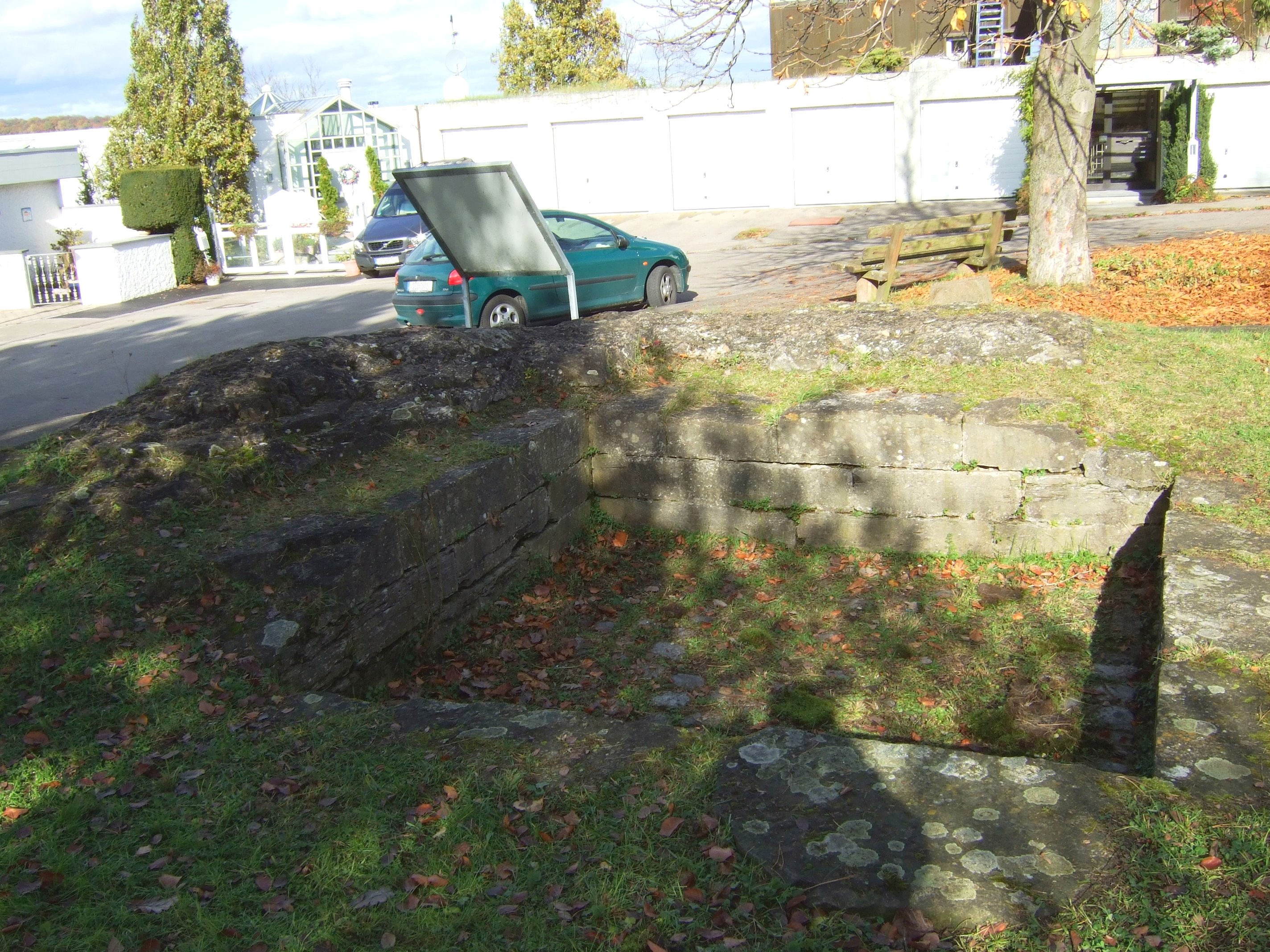
Mauerreste

Die Frauenberger Burg wurde am 1. Juli 1251 erstmals urkundlich erwähnt. Steinmetzzeichen auf den Buckelquadersteinen deuten darauf hin, dass die Burg bereits in der romanischen Stauferzeit zwischen 1220 und 1250 erbaut wurde. Der erste bekannte Burgherr war Wolfram von Frauenberg.
Das einfache rot-silberne Wappen der Herren von Frauenberg war auch der Schild des Wappens der Stadt Feuerbach (bis 1933).
Neben Feuerbach gehörten zum Besitz der Burgherren auch Botnang, Zazenhausen und Besitzungen in Ditzingen und an anderen Orten. Im Spätmittelalter wurde der Besitz auf mehrere weibliche Nebenlinien aufgeteilt: die Herren von Helmstatt, die Schenken von Winterstetten und andere Adelsfamilien. Die Burg wurde zur Ganerbenburg.
Im Jahr 1390 oder 1391 überfielen die zwei auf der Burg wohnenden Raubritter Wilhelm und Peter von Helmstatt ein paar durch das Feuerbacher Tal ziehende Kölner Kaufleute und sperrten sie in den Turmkerker, um Lösegeld zu erpressen. Als der Landesherr Graf Eberhard II. von Wirtemberg davon erfuhr, beschlagnahmte er die Burg, gab sie aber später wieder als Lehen an die Burgbewohner zurück. Damit hatte sich der Graf beträchtlichen Einfluss auf die zuvor unabhängige Burg Frauenberg gesichert, der durch Verkäufe einzelner Ganerben noch zunahm.
1481 kaufte Graf Eberhard im Bart auch die noch im ganerblichen Besitz der Frauenberger Erben verbliebenen Hälften der Burg, des Dorfes Feuerbach und des Weilers Botnang, womit die Gesamtherrschaft an Württemberg gefallen war. Als verkaufende ganerbliche Eigentümer jener Hälfte werden damals die Brüder Conrad und Bernhard Schenk von Winterstetten genannt, außerdem Martin und Eberhardt von Heusenstamm zusammen mit ihrem Onkel Eucharius von Venningen, welch letzteren ihr Vater bzw. Großvater Johann von Venningen, kurpfälzischer Vitztum in Neustadt an der Weinstraße diesen Teilbesitz aus dem Erbe seiner Frau Adelheid von Frauenberg vermacht hatte.
Burg Frauenberg verfiel und wurde als Steinbruch ausgebeutet, vorwiegend zum Bau der Stuttgarter Stadtmauer. Zu Beginn des 16. Jahrhunderts gab es von der Anlage keine sichtbare Überreste mehr.
Trotz Warnungen des Landesdenkmalamts und des Stadtarchivs stellte der Stuttgarter Gemeinderat Ende der 1960er Jahre einen Bebauungsplan auf. Als 1971 der erste Bagger auffuhr, stieß man auf staufische Buckelquader. In einer Nacht- und Nebelaktion wurden Grundstücke getauscht, um wenigstens die Grundmauern des Turms der Burg zu erhalten. Dies sind heute die einzigen Überreste der Burg und können an der Wendeplatte der Straße An der Burg besichtigt werden.